# Eduard Mertke
Eduard Mertke (Riga, Letònia, 17 de juny de 1833 - 25 de setembre de 1895) fou un pianista i compositor letó.
Va estudiar teoria amb Agthe i piano amb S. von Lützau, i es diu que havia tocat davant el públic als deu anys. En 1850 va tocar en concert a Sant Petersburg i Moscou. La seva versatilitat es demostra pel fet que des de 1853-1859 va ser el primer violinista a la Gewandhaus a Leipzig. Va fer una gira de concerts de piano en 1859, i després va ensenyar a Wesserling, Lucerna, Friburg i Mannheim fins a 1869, quan es va convertir en professor de piano al Conservatori de Colònia.
Va escriure dues òperes, Lisa, die Sprache des oder Herzens i Kyrill von Thessalonich, una cantata titulada Des Liedes Verklärung; alguns arranjaments de piano de Mendelssohn, Carl Maria von Weber i peces concertats de Hummel; i algunes cançons populars russes i va editar una edició de les obres de Chopin.